# Rio Uspallante
Rio Uspallante är ett vattendrag i Chile.   Det ligger i regionen Región de Aisén, i den södra delen av landet, 1 300 km söder om huvudstaden Santiago de Chile.
I omgivningarna runt Rio Uspallante växer i huvudsak blandskog. Trakten runt Rio Uspallante är nära nog obefolkad, med mindre än två invånare per kvadratkilometer.